# Lemezkiadó
A lemezkiadó a zeneipar azon szereplője, aki hangfelvételek és zenei videók felvételét, gyártását, terjesztését, valamint az ehhez kapcsolódó marketing- és promóciós tevékenységeket felügyeli, kezeli az előadókkal vagy menedzsmentjükkel kötött szerződéseket, segíti a kiadó „istállójába” tartozó előadók karrierjét, emellett tehetségkutatást végez új előadók felfedezésére.
A lemezkiadó társaságok nagyon különbözőek. A multinacionális, nagy kiadóktól egészen az egyszemélyes „hálószobakiadókig” terjed a skála. A nagy kiadói csoportosulások (major kiadók) számtalan lemezcéget egyesítenek világszerte, saját zeneműkiadóval és az egész világra kiterjedő saját terjesztőhálózattal rendelkeznek. Napjainkban négy nagy lemezkiadói csoportosulás uralja a hangfelvételek piacát: a Universal Music Group (Heavy Metal: Nirvana/Happy Tree Friends), a Sony Music Entertainment (Pop: Michael Jackson), a Warner Music Group (Pop: Ed Sheeran) és az UMG/Capitol (Rock: The Beatles). Minden lemezkiadót, amely a négy nagy kiadói csoport valamelyikéhez tartozik major kiadónak nevezünk. Az összes többi lemezcég a független (indie) kiadók. A kisebb, lokálisan működő, független lemezcégek is két csoportra oszthatóak aszerint, hogy egy több éve stabilan működő, professzionális társaságról, vagy egy valóban „hálószobai” hobbikiadóról beszélünk.
Egyes kiadók csak egy bizonyos műfajhoz tartozó előadókkal foglalkoznak, míg mások a stílusok széles spektrumát próbálják felölelni kiadványaikkal.
Az egyes országokban a hanglemezkiadók szövetségekbe tömörülnek érdekeik érvényesítése céljából. Harcolnak a lemezkiadáshoz kapcsolódó jogaik és bevételeik biztosításáért az illegális zeneterjesztés ellenében. Ezenkívül listákat készítenek a lemezeladásokról és évente díjazzák a legnépszerűbb előadókat.

## A 78-as korszak kiadói
- A.B.C. Grand Record[1]
- Phonotype Record S.r.l. (1901)
- Arena Record (1910)
- Baby-Record (1907)
- Beka (Bumb und König) 1903-1925
- Columbia 1888- Columbia Records
- Csárdás Phono Co.[2]
- Dacapo-Record (1906) Berlin
- Decelith (1942)[3]
- Derby-Record  1908 (Deutsche Grammophon, Homophon)
- Durium-Patria (1939)
- Első Magyar Hanglemez Gyár (1910)
- Favorite Glocken Record 1907 (Fonotipia, Artiphon, Continental Electro)
- Favorite Luxus Record (1908)
- Gramophone Concert Record (1909) Gramophone & Typewriter Ltd. and Sister Companies
- His Master's Voice  (1905, Magyarországon 1946)
- Homokord, Homophone (Homophon Company GmbH in 1905)
- Imperial Record (1908) Leeds & Catlin, Columbia
- Janus-Record (1908), Minerva-Record Vereinigte Schallplatten-Werke Janus-Minerva G.m.b.H.
- Jumbo-Record (1912) Beka, Fonotipia
- Jumbola-Record (1908) Beka
- Kalliope (1907) Kalliope Fabrik Mechanischer Musikwerke
- Kristály (1934), Kristall
- Lyrophon Record (1912) Kölkow & Russ (Continental Phonographen Fabrik)
- Magyar Hanglemezgyártó Vállalat (1951)[* 1]
- Melodia Record (1907)
- Mesterhang (1946)
- Metaphon (1910)
- Meteor Record (1907)[4]
- Odeon (1909)  The International Talking Machine Co.
- Olympia-Record (1908)
- Parlament-Record (1919)
- Parlophone (1912) Carl Elof Lindström[5]
- Pathé lemezek
- Patria Ultravox  Patria Nationaler Schallplattendienst GmbH (1938)
- Phönix Record (1910)
- Polydor Records (1930), Electrola (1924)
- Polyphon-Record (1909)
- Premier Record (1908)
- Qualiton (1941, 1956)[* 2]
- Radiola (1935) Radiola Szekely Pal & Brother
- RENA (1907), Rena Record (1922)
- Riadó (1910)
- Scala-Record (1906), Fonitipia, Vocalion
- Siemens Polydor (1942)
- Sociatá Italiana di Fonotipia (1904)
- Special-Rekord (1908)
- Szabadi Record (1907)
- Tonalit (1946)
- Veni Vidi Vici (Beka) 1910
- Veni Vidi Vici ("Diadal" Records) 1910

Az összeállítás legnagyobb részben a Gramafon Online anyagain alapszik; következésképp a magyar vonatkozású (vagy magyar nyelvű) felvételeket tartalmazza

## Lásd még
- Lemezkiadók listája (nemzetközi)
- Lemezkiadók listája (A–H)
- Lemezkiadók listája (I–Q)
- Lemezkiadók listája (R–Z)
- Nemzetközi címkegyűjtemény[7]
- The Music Recorder Hungary

## Külső hivatkozások
- Lemezkiadói adatbázisok
- Minden idők 20 legnagyobb lemezkiadói ballépése (angolul)
- MAHASZ - Magyar Hanglemezkiadók Szövetsége
- RIAA - Amerikai Hanglemezgyártók Szövetsége
- BPI - Brit Hanglemezgyártók Szövetsége